# هاري سكوت
هاري سكوت هو لاعب هوكي الجليد كندي، ولد في 30 نوفمبر 1887 في مونكتون في كندا، وتوفي في 22 أكتوبر 1954.